# جزیره شادمانی
جزیره شادمانی
جزیره شادمانی نام جزیره‌ای در بهمنشیر آبادان در خوزستان است. رودخانه کارون پس از عبور از زمین‌های آبرفتی در اطراف آبادان و قبل از رسیدن به خرمشهر، به دو شاخه بهمنشیر و حفار تقسیم می‌شود. جزیره شادمانی در ضلع شمال شرقی آبادان واقع شده و در رودخانه بهمنشیر واقع شده است. بعد از به روی کار آمدن دولت حسن روحانی؛ استاندار خوزستان طرح جزیره شادمانی آبادان با هدف ایجاد قطب گردشگری و جذب سرمایه در استان را مورد تأیید و تمجید قرار داد که البته این طرح از سال‌ها قبل موجود بود. جزیره شادمانی آبادان قرار است در ۴۷ هکتار از اراضی حاشیه‌ای رودخانه بهمنشیر احداث بشود. ابتدا پیست‌های دوچرخه سواری، اسب دوانی و دو و میدانی در این جزیره پیش بینی شده است. این طرح به نوبهٔ خود علاوه بر گسترش شهر به دو طرف حاشیهٔ بهمنشیر می‌تواند به‌طور مستقیم و غیر مستقیم به اقتصاد منطقه و کاهش نرخ بالای بیکاری کمک کند. برای این برنامه یک میلیارد و۳۰۰میلیون ریال اختصاص یافته است.